# Tanya Wexler
Tanya Wexler (Chicago, 5 agosto 1970) è una regista statunitense.

## Biografia
Wexler è nata e cresciuta a Chicago. Si è laureata in psicologia all'Università di Yale e successivamente ha ottenuto un master in regia cinematografica presso la Columbia University School of the Arts, realizzando due cortometraggi: The Dance e Cool Shoes.
Nel 1998 ha diretto il suo primo lungometraggio, Finding North, interpretato da Wendy Makkena e John Benjamin Hickey e presentato a vari festival, tra cui il Palm Springs International Film Festival, l'Outfest e il Gay and Lesbian Film Festival di New York e San Francisco. Il secondo lungometraggio di Wexler, Ball in the House, vede come attori principali Jennifer Tilly, David Straithairn, Jonathan Tucker e Ethan Embry ed è stato presentato al Toronto International Film Festival. Nel 2011 ha diretto la commedia Hysteria, interpretata Hugh Dancy, Maggie Gyllenhaal e Rupert Everett.
Wexler è apertamente lesbica e vive a New York con la moglie Amy Zimmerman e quattro figli, i quali sono apparsi brevemente in Hysteria, nella scena ambientata in asilo.

## Filmografia
- Finding North (1998)
- Ball in the House (2001)
- Hysteria (2011)
- Jolt - Rabbia assassina (Jolt) (2021)